# Dierna lilacea
Dierna lilacea är en fjärilsart som beskrevs av George Thomas Bethune-Baker 1906. Dierna lilacea ingår i släktet Dierna och familjen nattflyn. Inga underarter finns listade i Catalogue of Life.